# Supermarine Air Yacht
El Supermarine Air Yacht fue un hidrocanoa de lujo británico destinado al transporte de pasajeros. Fue diseñado por el diseñador jefe de Supermarine, R.J. Mitchell, y construido en Woolston, Southampton, en 1929. Fue encargado por el magnate cervecero Ernest Guinness y fue el primer yate volante británico construido por encargo de un propietario privado. Sólo se construyó una máquina.
El Air Yacht estaba pensado para cubrir 3200 km sin repostar, con una velocidad de crucero de 160 km/h. Se parecía al Dornier Do J, con el ala rectangular de lados planos que se extendía 28 m y estaba en alto por encima del fuselaje. Los tres motores estaban montados en el borde de ataque del ala, y el plano de cola con un solo arriostramiento tenía tres empenajes verticales y timones. El interior fue equipado de manera lujosa, con una cabina cerrada para el propietario y una cabina separada para otros cinco pasajeros.
Voló por primera vez en febrero de 1930, antes de someterse a pruebas el año siguiente en Felixstowe. Durante las pruebas se manejó bien, pero carecía de potencia y ascendía mal; los tres motores fueron reemplazados posteriormente por Armstrong Siddeley Panther. Guinness se negó a completar la compra y el avión fue almacenado. En octubre de 1932 fue comprado por una rica americana local, la Señora June Jewett James. Poco después partió de Inglaterra con destino a Egipto, pero el mal tiempo lo obligó a amerizar frente a Cherburgo, y la tripulación, junto con James y sus compañeros de viaje, fueron rescatados. El 25 de enero de 1933, un fallo de motor provocó que el avión se precipitara en el Golfo de Nápoles, causando varios heridos. El avión fue recuperado y confiscado por las autoridades italianas, pero estaba demasiado dañado para ser reparado y fue vendido como chatarra.

## Desarrollo

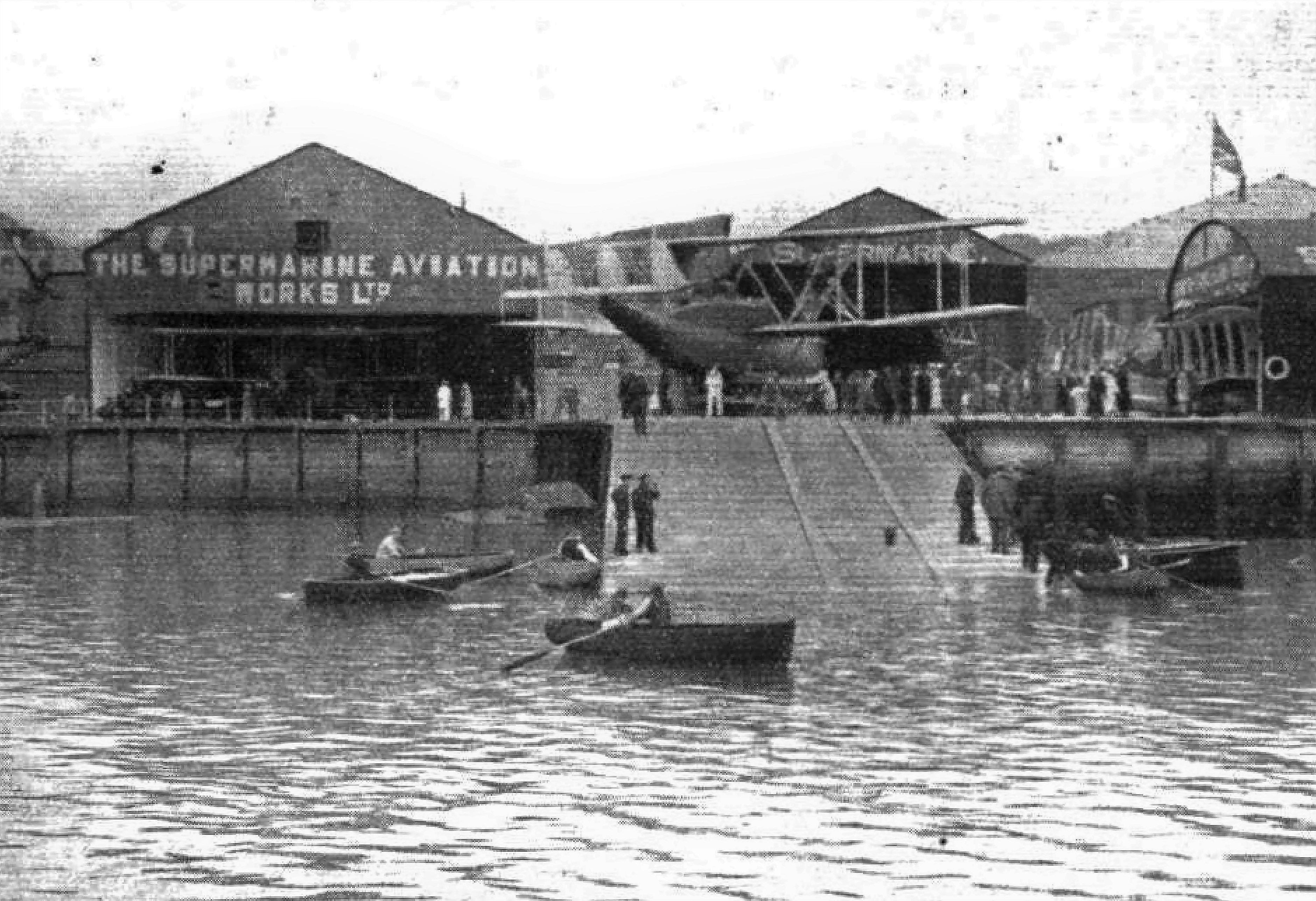
Los talleres de Supermarine en Woolston, Hampshire.

El diseñador jefe de Supermarine, R.J. Mitchell, fue responsable del diseño de dos yates aéreos, ambos originados a partir de encargos militares. El Supermarine Nanok, una versión armada del Supermarine Southampton construida en las instalaciones de la compañía en Woolston, fue diseñado para ser utilizado por el Gobierno danés, pero el avión tuvo un desempeño deficiente y fue rechazado por los daneses. El casco fue reacondicionado como un crucero de lujo (el Supermarine Solent) y se vendió en 1928 a Ernest Guinness, miembro de la familia Guinness. En 1930, Guinness, que entonces poseía el yate aéreo y otras tres aeronaves, poseía más aviones privados que nadie en Gran Bretaña. El Solent fue matriculado como avión civil y recibió la matrícula G-AAAB. Guinness hacía viajes regulares hacia y desde Southampton Water hasta Lough Corrib, cerca de la casa de su familia. Sin embargo, el casco del Solent tenía una altura restringida y los pasajeros no podían ponerse completamente de pie en su interior.
Guinness encargó la segunda nave de lujo de Mitchell, el Supermarine Air Yacht, como sustituto del Solent. El Air Yacht iba a ser utilizado por Guinness para realizar cruceros de placer por el Mediterráneo. Fue el primer yate volante británico construido por encargo de un propietario privado, y el primero de los monoplanos de Supermarine en ser multimotor. Basado en un diseño de 1927 hecho originalmente para cubrir los requisitos de la Especificación R5/27 para un hidroavión de reconocimiento para la Real Fuerza Aérea, fue construido en las instalaciones de Supermarine en 1929. El precio acordado fue 34 888 libras esterlinas (equivalente a 2 679 000 libras en 2023), pero los costes de producción alcanzaron las 52 000 libras (equivalente a 3 993 000 libras en 2023).

### Diseño
El diseño modificado resultante fue un hidroavión que pesaba 10,1 toneladas, y estaba propulsado por tres motores Armstrong Siddeley Jaguar. Incluía equilibradores montados en el casco en lugar de los flotadores montados en las alas comunes en los aviones de este tipo, lo que hacía que se pareciera al Dornier Do J alemán; un empleado de Supermarine escribió posteriormente sobre Mitchell que "se había dejado seducir por algunos de sus brillantes muchachos para que siguiera las ideas de otras personas". En lugar de un biplano de madera, Mitchell diseñó un monoplano hecho de metal, con el ala sostenida en alto sobre el fuselaje por puntales y estabilizada lateralmente. El ala en parasol rectangular de lados planos tenía una envergadura de 28 m y puntales en V inclinados para el soporte, y estaba reforzada con corrugaciones horizontales. Los tres motores radiales estaban montados en el borde de ataque del ala. El plano de cola con un solo arriostramiento tenía tres empenajes verticales y timones. Las superficies del avión estaban recubiertas con tela.
Estando cargado con el depósito lleno de gasolina, 270 kg de equipaje y una tripulación mínima de tres personas, el Air Yacht fue diseñado para cubrir una distancia de 3200 km sin repostar. Fue diseñado para tener una velocidad de crucero de 160 km/h y una velocidad máxima de 190-210 km/h.
La tripulación se acomodaba en cabinas abiertas en la proa. Había una cabina cerrada para el propietario, con su propio baño, inodoro y cama, y una cabina separada y con asientos para los otros cinco pasajeros. La cocina estaba situada debajo del ala. Las áreas de pasajeros estaban equipadas con alfombras de pelo largo y muebles lujosos; su cabina tenía 11 m de largo, 1,98 m de alto y 2,4 m de ancho.

### Prestaciones

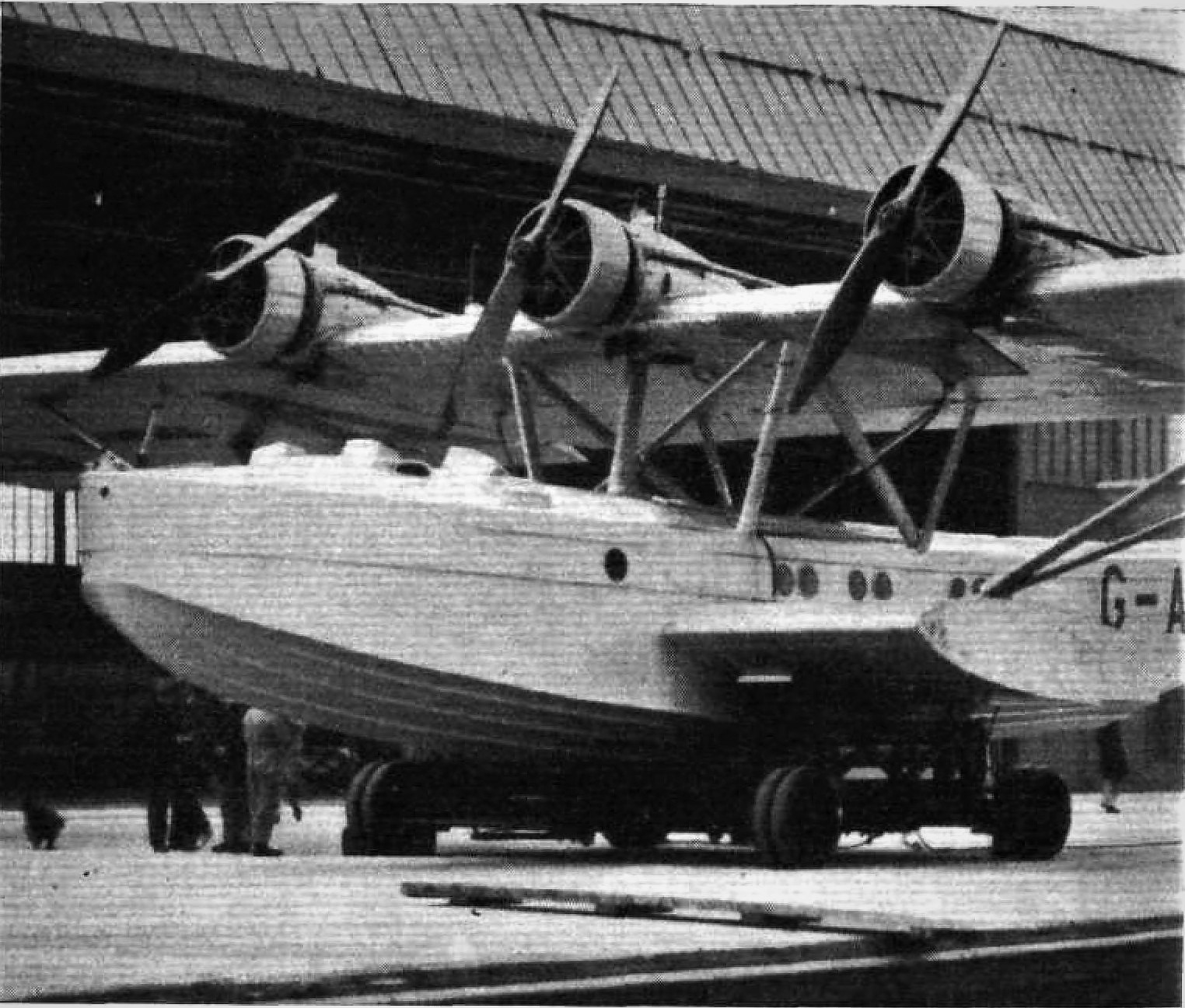
El Air Yacht con sus motores reemplazados.

El Air Yacht, matriculado G-AASE, realizó su primer vuelo en febrero de 1930 en Hythe, Hampshire. Durante los meses de verano de 1931 se sometió a pruebas en el Establecimiento Experimental de Aeronaves Marinas (MAEE) en Felixstowe. Cuando se probó transportando cargas de 11 000 kg, el avión se manejó bien, pero no pudo mantener la altura cuando se redujo el flujo de combustible. Se creó un exceso de resistencia por los equilibradores, uno de los cuales sufrió un fallo estructural. El avión perdió potencia en un motor y por lo tanto no logró mantener una altitud lo suficientemente alta como para ser considerado seguro. Las pruebas también revelaron que el avión tenía poca potencia, una larga carrera de despegue y un pobre ascenso.
Los tres motores fueron reemplazados por tres Armstrong Siddeley Panther, que aumentaron la velocidad máxima del hidrocanoa, pero que todavía lo dejaron incapaz de mantener la altura cuando estaba completamente cargado con pasajeros, provisiones y combustible. Fue certificado como apto para volar el 22 de diciembre de 1931, pero el avión fue rechazado por Guinness por no cumplir con sus especificaciones. Más tarde compró un Saro Cloud.

## Historia operacional

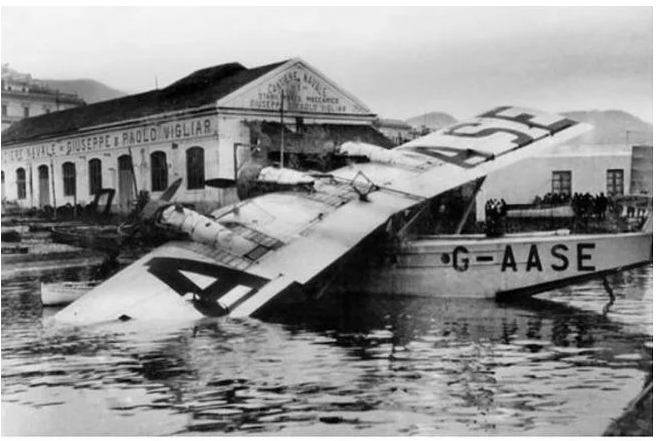
Los restos del Air Yacht tras ser rescatados del lugar del accidente.

Al no lograr ser vendido, el Air Yacht fue almacenado por Supermarine. En octubre de 1932 fue visto por casualidad y luego comprado por una rica americana local, la Sra. June Jewett James, que sabía poco de los aspectos prácticos de volar un avión. James hizo pública su intención de utilizar el hidrocanoa para establecer un servicio transatlántico regular para pasajeros y carga, una vez que se hubieran completado las pruebas.
Un mes después de haber sido comprado por James, el hidrocanoa, ahora llamado Windward III, salió de Woolston en un vuelo hacia Egipto. Despegó el 11 de octubre de 1932, con June James, su hija, una institutriz y dos miembros de la tripulación a bordo. Durante el vuelo, el deterioro de las condiciones meteorológicas lo obligó a aterrizar frente a la costa cerca de Cherburgo. El 14 de octubre, mientras se encontraban en el puerto de Cherburgo, la tripulación y los pasajeros tuvieron que pedir ser rescatados y fueron desembarcados en tierra por remolcadores, donde permanecieron a la espera de mejores condiciones de vuelo. El avión luego voló hasta Nápoles, donde James obtuvo audiencias con el Papa Pío XI y el dictador italiano, Benito Mussolini.
El vuelo hacia Egipto se reanudó el 25 de enero de 1933, pero un motor falló durante el despegue y luego se detuvo, lo que provocó que el hidroavión se estrellara en el Golfo de Nápoles, a 11 km de Sorrento. La tripulación y los pasajeros fueron rescatados por pescadores locales, que luego recuperaron el avión del agua. La víctima más grave fue James, que sufrió dos costillas y una pierna rotas. El accidente provocó la rotura del ala del avión. Las autoridades de Capri incautaron el avión como garantía de su rescate. Demasiado dañado para ser reparado, nunca volvió a volar y fue vendido como chatarra al año siguiente; sólo los motores fueron devueltos a Inglaterra. James se declaró en quiebra en julio de 1933.

## Especificaciones
Referencia datos: Supermarine Aircraft since 1914

### Características generales
- Tripulación: Cuatro
- Capacidad: 6 pasajeros
- Longitud: 20,3 m (66,5 ft)
- Envergadura: 28 m (92 ft)
- Superficie alar: 136,8 m² (1472,5 ft²)
- Peso vacío: 7624 kg (16 803,3 lb)
- Peso cargado: 10 590 kg (23 340,4 lb)
- Planta motriz: 3× motor radial de 14 cilindros refrigerado por aire Armstrong Siddeley Panther IIA.
  - Potencia: 391 kW (539 HP; 532 CV) cada uno.
- Hélices: Bipala de paso fijo

### Rendimiento
- Velocidad máxima operativa (Vno): 164 km/h (102 MPH; 89 kt) a 610 m (2000 pies)
- Techo de vuelo: 2000 m (6562 ft)
- Régimen de ascenso: 1,9 m/s (374 ft/min) a 610 m (2000 pies)